# Lithobius erdschiasius
Lithobius erdschiasius är en mångfotingart som beskrevs av Karl Wilhelm Verhoeff 1943. Lithobius erdschiasius ingår i släktet Lithobius och familjen stenkrypare.
Artens utbredningsområde är Turkiet. Inga underarter finns listade i Catalogue of Life.